# Rhynchospora riedeliana
Rhynchospora riedeliana är en halvgräsart som beskrevs av Charles Baron Clarke. Rhynchospora riedeliana ingår i släktet småag, och familjen halvgräs. Inga underarter finns listade i Catalogue of Life.